# 北海道高速鉄道開発
北海道高速鉄道開発株式会社（ほっかいどうこうそくてつどうかいはつ）は、北海道札幌市中央区に本社を置く第三セクターの株式会社である。

## 主な事業

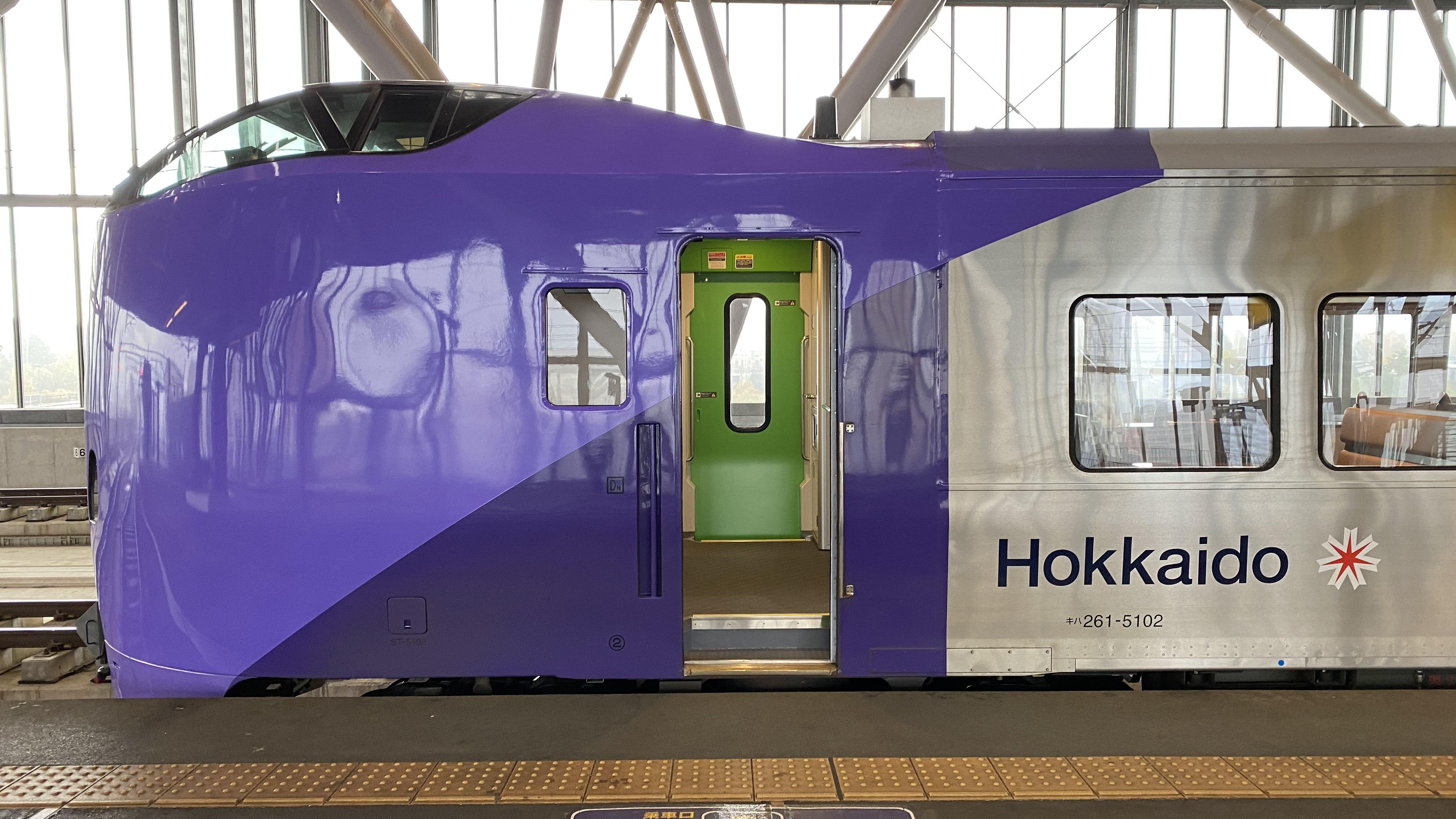
北海道高速鉄道開発が保有するJR北海道キハ261系5000番台「ラベンダー編成」。先頭車両には北海道章と「Hokkaido」の文字が記されている。

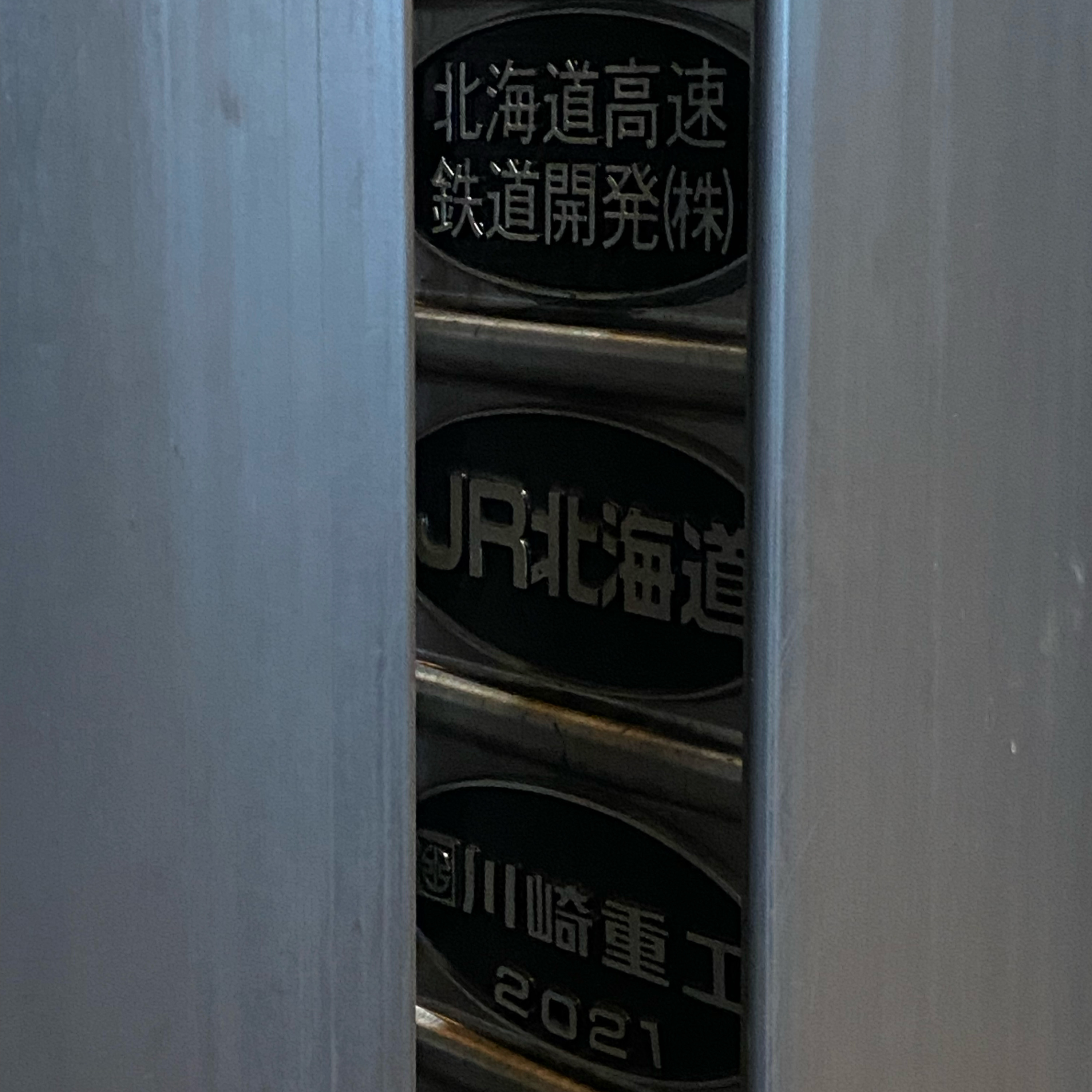
「ラベンダー編成」の車両銘板類。同編成の所有者である当社の銘板（上）が付されている。

### 石勝線・根室本線高速化事業
釧路市からの要望を受け、1993年に幹線鉄道等活性化事業として、釧路 - 札幌間の高速化事業が国（運輸省）から認定された。この事業の事業主体として、1994年1月、北海道、釧路市と一部沿線自治体と北海道旅客鉄道（JR北海道）が出資した第三セクター「道東高速鉄道開発株式会社」（本社　札幌市）を設立し、石勝線南千歳駅 - 上落合信号場間および根室本線上落合信号場 - 釧路駅間（上落合 - 新得間は石勝線との重複区間）の高速化工事を行った。これが北海道高速鉄道開発の前身である。なお、地上設備は道東高速鉄道開発がJR北海道に貸し付けるという形式をとっている。ただし、第三種鉄道事業者ではない。
工事施工後の1997年3月22日、キハ283系による特急「スーパーおおぞら」がデビューした。2000年3月11日には、「スーパーとかち」に使用する車両もキハ283系に改められた。

### 宗谷本線高速化事業
宗谷本線は1997年に、旭川 - 名寄間が、幹線鉄道等活性化事業として国（運輸省）から認定され、高速化事業に着手した。同年9月16日、出資者に士別市と名寄市を加えた上で、道東高速鉄道開発を現在の北海道高速鉄道開発に改組した。北海道高速鉄道開発が地上設備改良工事を実施し、その設備をJR北海道に貸し付ける形式は前述の根室本線高速化事業と同じだが、当該区間の需要がかなり少ないため、高速化と同時に投入するキハ261系も保有し、JR北海道に貸し付けることにした。
2000年3月11日に特急「スーパー宗谷」がデビューしている。
キハ261系を投入したスーパー宗谷はデビュー後の盛況で3編成がフル稼働となり、予備車なしという状況が続いた。その為、JR北海道が独自に2両を増備している。しかし、石北本線も含めた183系の老朽化や車両運用の都合から、2017年3月4日以降はダイヤ改正により、一部の特急列車が旭川止まりになり、「宗谷」（札幌 - 稚内直通）「サロベツ」（旭川 - 稚内間のみ）となる。

### 札沼線（学園都市線）電化事業
札幌圏唯一の非電化区間である札沼線（学園都市線）のうち、沿線の発展が著しく利用者が増加基調であった桑園 - 北海道医療大学について、サービスのレベルアップ、環境負荷の軽減、経営の効率化を目的とした交流電化が、幹線鉄道等活性化事業として国（国土交通省）から認定され、工事が同社により2009年度から2011年度にかけて行われ、2012年6月1日に電化開業した。なお、工事に当たっては国・自治体からそれぞれ補助対象事業費の20%の補助金等を受け、完成後の設備についても北海道高速鉄道開発が保有し、JR北海道に有償貸し付けを行っている。

### 観光列車等導入支援事業
JR北海道が保有する「リゾート車両」などの老朽化に伴い北海道と国（鉄道・運輸機構）が共同で行う「鉄道車両の快適性・利便性の向上を図る観光列車等の導入への支援」事業において、キハ261系5000番台「ラベンダー」編成やH100形観光列車兼用車両を車両メーカーより買い上げて保有し、JR北海道に無償貸し付けを行っている（なお、車両の維持管理費はJR北海道が負担する）。車両の買い上げにかかる費用は、北海道と国が折半して負担している。なお、当社保有の車両に係るJR北海道のプレスリリースには次のような謝辞が記される。

## 対象路線の維持問題
2016年11月18日のJR北海道の発表によると、先述の高速化工事により北海道高速鉄道開発が線路設備を保有する区間のうち根室本線の帯広 - 釧路間及び宗谷本線の旭川 - 名寄間について、営業損失が50億円を超えておりJR北海道単独では「安全な鉄道サービス」が維持出来ないため、当面はJR北海道で維持するものの、持続的な維持に向けて北海道高速鉄道開発との関連で検討する「北海道高速鉄道開発株式会社関連線区」とされた。